# Sjövalla
Sjövalla är ett område i östra delen av kommundelen Östra Mölndal (motsvarande Stensjöns distrikt) i Västra Götalands län, vilket började bebyggas med villor under 1920- och 1930-talen.

## Historia
Sjövalla tillhörde vid mitten av 1800-talet Christinedal och var vid den tiden uppodlad mark och åkrar, vilka sträckte sig ner till Rådasjön. Det fanns två bosättningar, vilka benämndes Gröne Backe respektive Fredriksholm. Torpet Gröne Backe var en statarbostad under Christinedals herrgård och troligen uppförd redan i mitten av 1700-talet. Det bestod av två våningar och rymde minst två familjer. Torpet revs år 1988.
Fredriksholm byggdes år 1815 och låg på Östersnäs nere vid Ståloppet. Under slutet av 1800-talet och fram till 1930-talet ägdes Östersnäs av familjen Stenström på Christinedal och användes till slåtter och bete. På 1930-talet började sommarstugor uppföras på Östersnäs och under 1940-talet började villor byggas där.
År 1923 uppfördes den första villan i Sjövalla, vilken fick namnet Stensjöklint. De efterföljande åren byggdes ytterligare villor och år 1929 var antalet omkring tio. Den stora byggnadsperioden var dock 1930-talet och år 1935 bildades en egnahemsförening. Våren 1936 tillkom en busslinje, vilken gick mellan Gamla Torget i Mölndals Kvarnby och Helenevik.
Sjövalla FK bildades år 1946 och i februari 1957 inleddes byggandet av föreningens klubbstuga Sjövallagården, vilken invigdes den 5 januari 1960. Numera innehas Sjövallagården av Mölndals Roddklubb.
Östra delen av Brovaktaregatan hette tidigare Karlagatan.